# Faux-bourdon
Faux-bourdon eller "falsk bordun" är en medeltida trestämmig satsteknik som bygger på följder av sextackord som vanligen utgår från och utmynnar i kvintklanger. Den förekom både som formelmässig improvisation över en given stämma och i friare tillämpning. Faux-bourdon-tekniken fanns i England omkring 1300 och under 1400-talet var den en betydelsefull stilbildande faktor där såväl som på kontinenten.
Tekniken innebar att de så kallade "ofullkomliga" konsonanserna ters och sext vann sitt insteg i musikens klangliga värld, och därmed också det klangsinnliga elementet. I den engelska varianten låg huvudmelodien i understämman, i den kontinentala i diskantstämman. Senare kom termen att beteckna tre- och fyrstämmiga satser med liggande ackord och i enkel sats not mot not.